# 安福県
安福県（あんふく-けん）は中華人民共和国江西省吉安市に位置する県。

## 地理
安福県は江西省中部、吉安市の北西部に位置し、東及び南は吉安県、西は永新県・蓮花県及び蘆渓県、北は宜春市及び分宜県と接している。

## 歴史
前222年、秦朝により安平県・安成県が設置された。三国時代の呉の宝鼎2年（267年）、安成郡が設置され宜春・萍郷・新渝・平都・安成・永新の6県を管轄した。西晋の太康元年（280年）、安成郡は宜春・萍郷・新渝・平都・安復・永新・広興の7県を管轄した。589年（開皇9年）、隋朝が南朝陳を滅ぼすと、安成郡は廃止されて、吉州に編入された。624年（武徳7年）、唐朝により安復県は安福県に改称され現在に至る。

## 行政区画
- 鎮:平都鎮、滸坑鎮、洲湖鎮、横竜鎮、洋渓鎮、厳田鎮、楓田鎮、羊獅慕鎮
- 郷:竹江郷、瓜畲郷、銭山郷、赤谷郷、山荘郷、洋門郷、金田郷、彭坊郷、寮塘郷、甘洛郷、章荘郷

## 交通

### 道路
- 高速道路
  - 大広高速道路

## 出身者
- 劉虹 - 陸上競技選手